# Рудакова, Лариса Борисовна
Лари́са Бори́совна Рудако́ва (род. 9 апреля 1964, г. Свердловск-45) — российская оперная певица (лирико-колоратурное сопрано), заслуженная артистка России (1997).

## Биография
Лариса Рудакова родилась 9 апреля 1964 года в Свердловске-45. В детстве занималась в вокальном ансамбле «Радуга». Окончила вокальное отделение Свердловского музыкального училища у педагога С. П. Томиловой. В 1992 году окончила Московскую государственную консерваторию по классу вокала у Народной артистки РСФСР, профессора И. И. Масленниковой. В том же 1992 году поступила на стажировку в Большой театр. В 1993 стала солисткой оперной труппы Большого театра. С 2006 г. преподаёт в МГК. Российской публике известна благодаря концертному туру по стране с Николаем Басковым.

## Зарубежная карьера
Зарубежная карьера певицы началась в 1995 с дебюта в Нью-Йорке (партия Царицы ночи в «Волшебной флейте», постановка Дж. Кокса).
Неоднократно выступала в Гамбургe (1997, Виолетта в «Травиате» и Микаэла в «Кармен»), во Флоренции (1997, Царевна-Лебедь в «Сказке о царе Салтане»), Любляне (2000, Антонида в «Иване Сусанине»), Софии (2005, Джильда в «Риголетто»).
В 2001 исполнила партию Реганы в опере Т. Хосокавы «Видение Лира» в Японии и в Москве (III Всемирная театральная олимпиада).
Участница многих известных музыкальных фестивалей, в частности, в Зальцбурге (1997, Австрия, Salzburger Festspiele).

## Награды, заслуги, звания
- Заслуженная артистка России (1997) — …За заслуги в области искусства…[1]
- Орден Дружбы (2001) — …За большой вклад в развитие отечественного музыкально-театрального искусства…[3]
- 1-я премия на 1-м Международном конкурсе им. Н. А. Римского-Корсакова (Санкт-Петербург, 1994)
- Специальный приз «Золотое яйцо с бриллиантовой лирой» за лучшее исполнение произведений Н. А. Римского-Корсакова (1994 г.);
- Гран При 32-го Международного конкурса вокалистов им. Франсиска Виньяса (Барселона, 1994 г.).
- В 1995 году телекорпорацией BBC была названа в пятёрке лучших молодых оперных певцов мира.

Создала фонд развития и содействия творческой молодёжи.

## Театральные работы
- Шемаханская царица («Золотой петушок», Н. Римский-Корсаков);
- Виолетта («Травиата», Дж. Верди);
- Марфа («Царская невеста», Н. Римский-Корсаков);
- Антонида («Иван Сусанин», М. Глинка);
- Лючия («Лючия ди Ламмермур», Г. Доницетти);
- Мюзетта («Богема», Дж. Пуччини);
- Оскар («Бал-маскарад», Дж. Верди);
- Снегурочка («Снегурочка», Н. Римский-Корсаков);
- Царевна-Лебедь («Сказка о царе Салтане», Н. Римский-Корсаков);
- Царица ночи («Волшебная флейта», В. А. Моцарт);
- Джильда («Риголетто», Дж. Верди);
- Аменаида («Танкред», Дж. Россини);
- Семерамида («Семерамида», Дж. Россини);
- Микаэла («Кармен», Ж. Бизе);
- Луиза («Обручение в монастыре», С. Прокофьев);
- Людмила («Руслан и Людмила», М. Глинка);
- Иоланта («Иоланта», П. И. Чайковский).